# Zeda Dzimiti
Zeda Dzimiti – wieś w Gruzji, w regionie Guria, w gminie Ozurgeti. W 2014 roku liczyła 330 mieszkańców.